# Craterul Roter Kamm
Roter Kamm este un crater de impact meteoritic în Deșertul Namib în Regiunea Karas. 

## Date generale
Acesta are un diametru de 2,5 km și are 130 metri adâncime. Vârsta sa este estimată la 3,7 ± 0,3 milioane ani (Pliocen). Craterul este expus la suprafață, dar baza originală este acoperită de depozite de nisip care au cel puțin 100 de metri grosime. Meteoritul care a format acest crater avea aproximativ dimensiunea unui SUV.

## Galerie de imagini

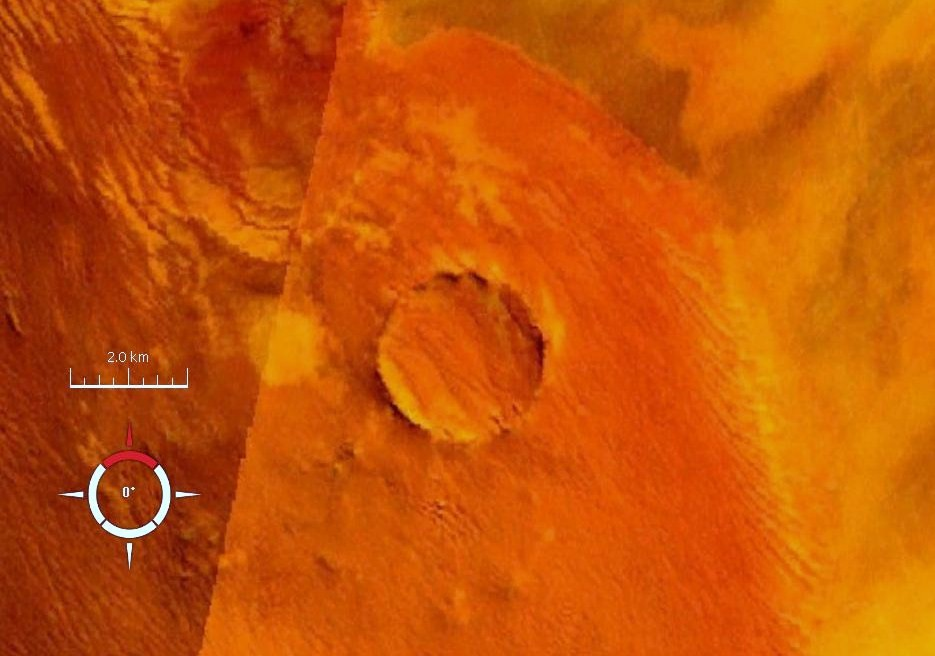
Imagine Landsat a craterului Roter Kamm.
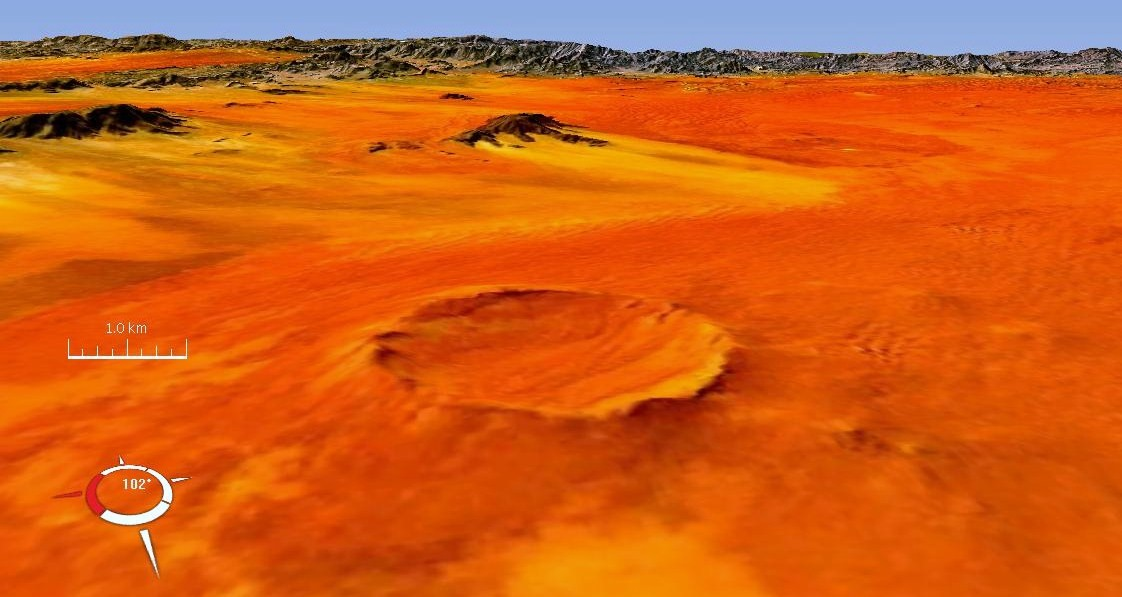
Imagine oblică Landsat a craterului Roter Kamm.
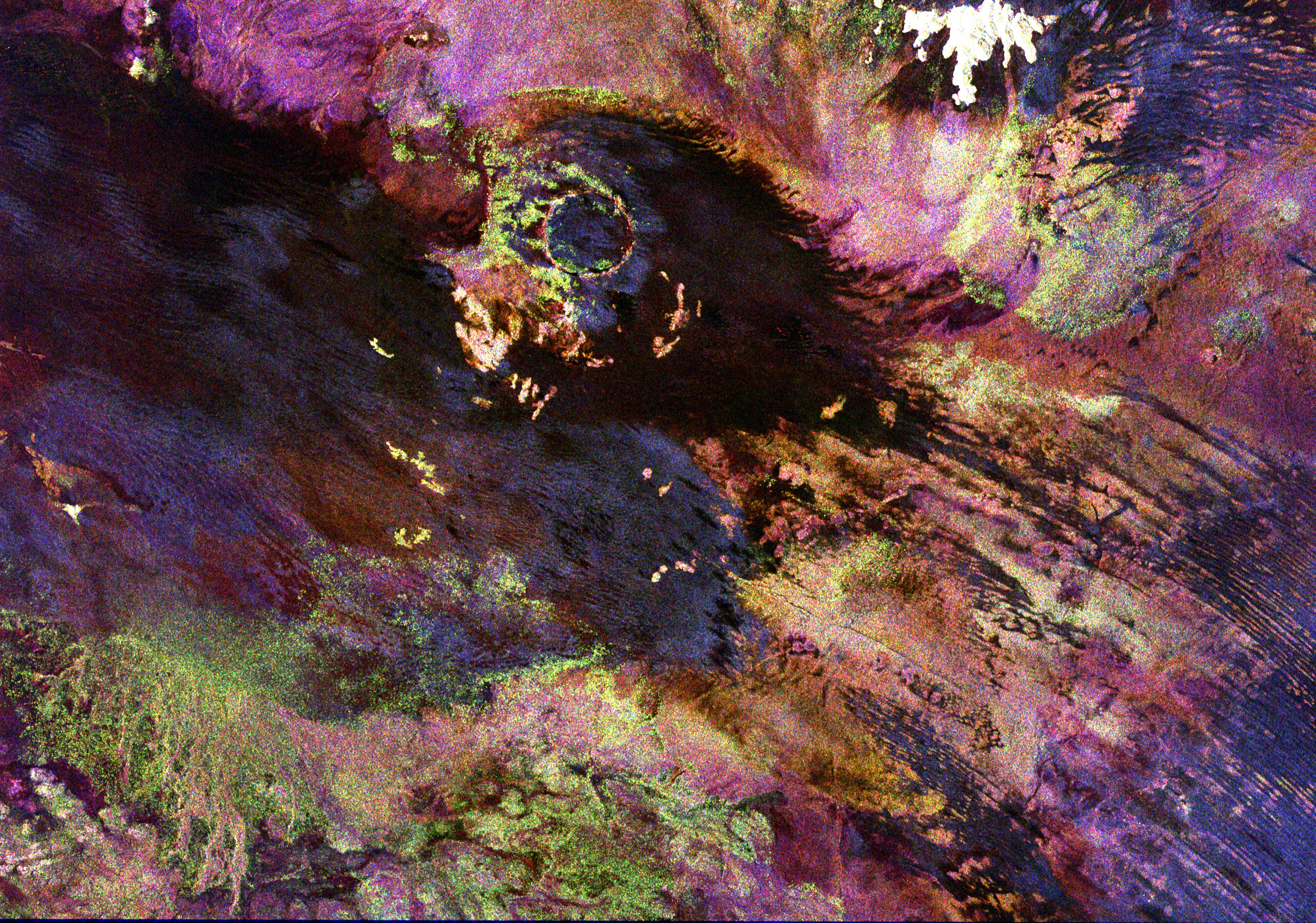
Imagine radar cu culori false.